# Ли Симин
Ли Симин (кит. трад. 李錫銘, упр. Lǐ Xīmíng; февраль 1926 — 10 ноября 2008, Пекин) — китайский политический и партийный деятель, член Политбюро ЦК КПК (1987—1992), глава Пекинского городского комитета КПК (1984—1992), зампред ПК ВСНП (1993–1998).
Член КПК с 1948 г., член ЦК КПК 12-13 созывов, член Политбюро ЦК КПК 13-го созыва.

## Биография
Находился на партийной работе в Пекине, на Шицзиншаньской электространции, с 1957 г. — секретарь партийного комитета.
Был смещен со всех постов в годы Культурной революции. В 1970 г. вернулся на Шицзиншаньскую электростанцию.
- 1975—1982 гг. — заместитель министра водного хозяйства КНР,
- 1982—1984 гг. — министр городского и сельского строительства КНР.

В 1984—1992 гг. — секретарь Пекинского городского комитета КПК. Согласно воспоминаниям бывшего генерального секретаря ЦК КПК Чжао Цзыяна, опубликованных посмертно в 2009 г., во время событий на площади Тяньаньмэнь (1989) занимал жесткую позицию, требуя применения силы для подавления протестов.
В 1993—1998 гг. заместитель председателя Всекитайского собрания народных представителей 8-го созыва.
Умер от болезни.
Тело кремировано 29 ноября 2008 г. на революционном кладбище Бабаошань — "видного члена КПК, испытанного и верного борца за дело коммунизма, выдающегося партийного руководителя", согласно "Жэньминь Жибао". Провожали его в последний путь Ху Цзиньтао, Цзян Цзэминь, У Банго, Вэнь Цзябао и другие.